# Villa La Favorita (Mantova)
Villa La Favorita è uno storico edificio, sito nel comune di Porto Mantovano, alla periferia di Mantova.
Edificata tra il 1615 ed il 1624 dall'architetto ducale Nicolò Sebregondi alle porte della città per volere del duca Ferdinando Gonzaga che in essa avrebbe dovuto trasferire la corte.
Nei pressi della villa si combatterono una prima battaglia il 15 settembre 1796 e una seconda, il 16 gennaio 1797 che passò alla storia come battaglia della Favorita con la vittoria dei francesi al comando di Napoleone Bonaparte, che fu decisiva per l'esito finale dell'assedio di Mantova nel corso della campagna d'Italia.
L'imponente costruzione barocca ha subito nel tempo diverse devastazioni ed incendi ed è stata parzialmente demolita nel secolo scorso.

## Galleria d'immagini

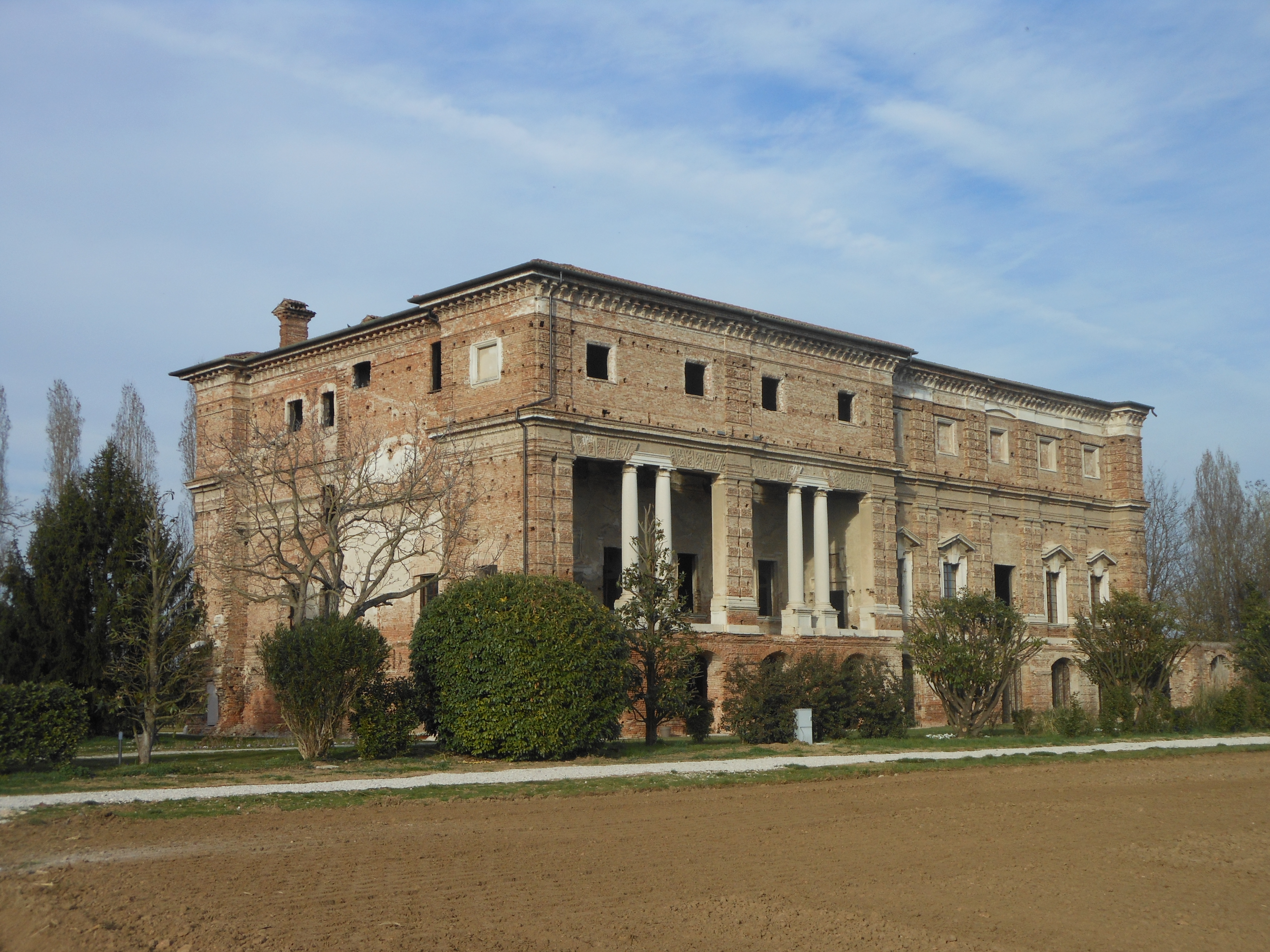
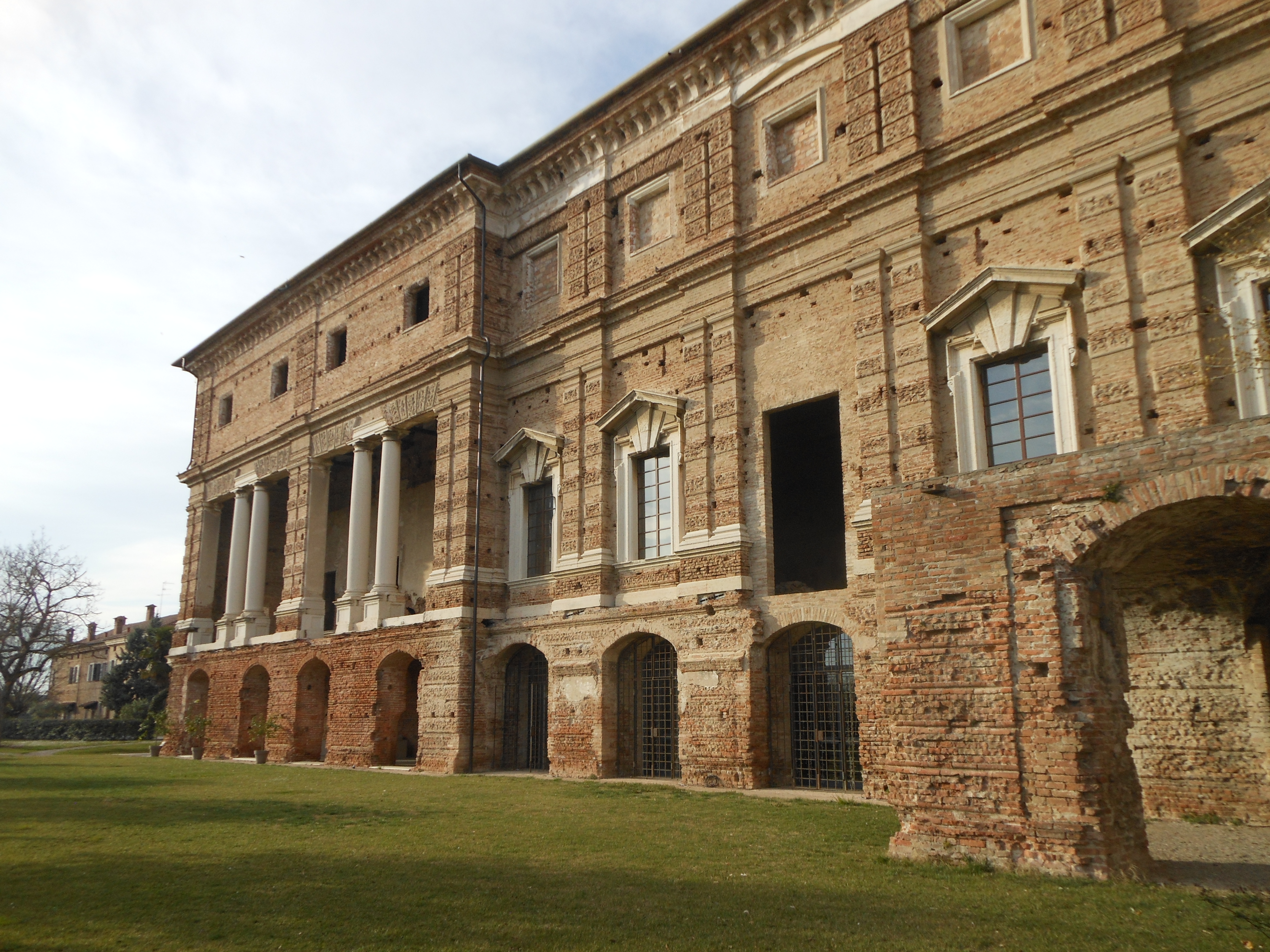
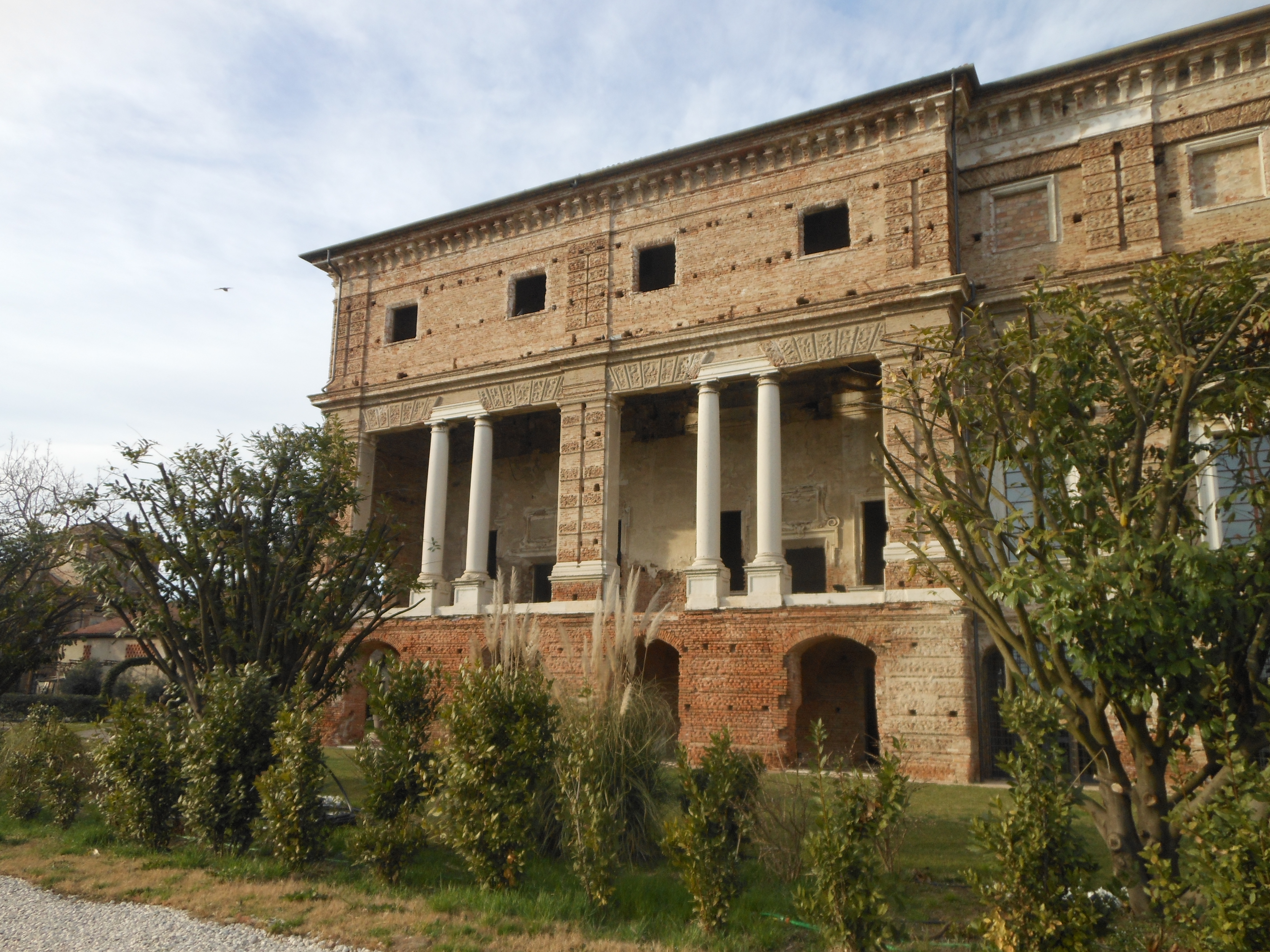